# Micrixalus thampii
Micrixalus thampii é uma espécie de anfíbio da família Ranidae.
É endémica da Índia.
Os seus habitats naturais são: florestas subtropicais ou tropicais húmidas de baixa altitude e rios.